# Dromococcyx phasianellus
Dromococcyx phasianellus là một loài chim trong họ Cuculidae.